# Telewizyjny Ekran Młodych
Telewizyjny Ekran Młodych – młodzieżowy program telewizyjny w Telewizji Polskiej, nadawany w latach 1969-1972. Program skierowany był do młodzieży, nadawany raz w tygodniu we wtorki w godzinach wieczornych, począwszy od 7 stycznia 1969 roku. Audycja o wszechstronnej tematyce: publicystycznej, rozrywkowej, muzycznej, sportowej i popularnonaukowej. W programie przedstawiano także problemy nurtujące młode pokolenie, sylwetki ludzi młodych, uzdolnionych oraz nowo powstałe zespoły muzyczne. Program zyskał popularność, głównie ze względu na nowoczesny charakter. W 1972 zawieszono nadawanie audycji, zaś na bazie TEM-u powstał w 1974 program Studio 2. 
Realizatorem programu był Stefan Szlachtycz, a prowadzącymi: Janusz Weiss, Bogusław Wołoszański, Bożena Walter, Janusz Cichalewski i Tadeusz Górny. Kierownikiem muzycznym programu był Janusz Sławiński. W programie zadebiutowali: Bogusław Kaczyński, 
Elżbieta Jaworowicz, Janusz Laskowski, Aleksandra Maurer, Maciej Pietrzyk, Roma Buharowska oraz Balet Form Nowoczesnych AGH. W programie wyemitowanym w 1971 roku przedstawiono sylwetkę młodego konstruktora amatora Jarosława Janowskiego.
W programie zadebiutowały zespoły muzyczne:
- ABC,
- Old Stars,
- Kapela Czerniakowska[9],
- Dżamble,
- Homo Homini,
- Pro Contra[10].
- Wystąpił także zespół Romuald & Roman[11].